# Nances
Nances és un municipi francès situat al departament de la Savoia i a la regió d'Alvèrnia-Roine-Alps. L'any 2007 tenia 416 habitants.

## Demografia

### Població
El 2007 la població de fet de Nances era de 416 persones. Hi havia 167 famílies de les quals 39 eren unipersonals (12 homes vivint sols i 27 dones vivint soles), 58 parelles sense fills, 54 parelles amb fills i 16 famílies monoparentals amb fills.
La població ha evolucionat segons el següent gràfic:
Habitants censats

### Habitatges
El 2007 hi havia 218 habitatges, 164 eren l'habitatge principal de la família, 46 eren segones residències i 7 estaven desocupats. 199 eren cases i 16 eren apartaments. Dels 164 habitatges principals, 120 estaven ocupats pels seus propietaris, 33 estaven llogats i ocupats pels llogaters i 12 estaven cedits a títol gratuït; 1 tenia una cambra, 8 en tenien dues, 20 en tenien tres, 37 en tenien quatre i 98 en tenien cinc o més. 138 habitatges disposaven pel capbaix d'una plaça de pàrquing. A 61 habitatges hi havia un automòbil i a 98 n'hi havia dos o més.

### Piràmide de població
La piràmide de població per edats i sexe el 2009 era:
| Homes | Edats   | Dones |
| ----- | ------- | ----- |
| 0     | 95 o +  | 0     |
| 0     | 90 a 94 | 0     |
| 0     | 85 a 89 | 4     |
| 0     | 80 a 84 | 4     |
| 0     | 75 a 79 | 4     |
| 12    | 70 a 74 | 12    |
| 4     | 65 a 69 | 12    |
| 0     | 60 a 64 | 0     |
| 8     | 55 a 59 | 0     |
| 12    | 50 a 54 | 8     |
| 32    | 45 a 49 | 24    |
| 4     | 40 a 44 | 20    |
| 12    | 35 a 39 | 12    |
| 12    | 30 a 34 | 12    |
| 12    | 25 a 29 | 8     |
| 13    | 20 a 24 | 0     |
| 12    | 15 a 19 | 12    |
| 12    | 10 a 14 | 8     |
| 12    | 5 a 9   | 0     |
| 20    | 0 a 4   | 0     |

## Economia
El 2007 la població en edat de treballar era de 285 persones, 214 eren actives i 71 eren inactives. De les 214 persones actives 203 estaven ocupades (110 homes i 93 dones) i 11 estaven aturades (7 homes i 4 dones). De les 71 persones inactives 37 estaven jubilades, 17 estaven estudiant i 17 estaven classificades com a «altres inactius».

### Ingressos
El 2009 a Nances hi havia 164 unitats fiscals que integraven 421 persones, la mediana anual d'ingressos fiscals per persona era de 21.679 €.

### Activitats econòmiques
Dels 25  establiments que hi havia el 2007, 2 eren d'empreses de fabricació d'altres productes industrials, 3 d'empreses de construcció, 5 d'empreses de comerç i reparació d'automòbils, 1 d'una empresa de transport, 3 d'empreses d'hostatgeria i restauració, 1 d'una empresa d'informació i comunicació, 3 d'empreses immobiliàries, 5 d'empreses de serveis i 2 d'empreses classificades com a «altres activitats de serveis».
Dels 7 establiments de servei als particulars que hi havia el 2009, 1 era una fusteria, 2 electricistes, 2 restaurants i 2 agències immobiliàries.
L'únic establiment comercial que hi havia el 2009 era una botiga de material esportiu.
L'any 2000 a Nances hi havia 4 explotacions agrícoles.

## Poblacions properes
El següent diagrama mostra les poblacions més properes.